# .ch
ch. دامنه اینترنتی کشور سوئیس است. نام این دامنه از Confoederatio Helvetica (کنفدراسیون هلوتیکا) نام قدیمی کشور سوئیس گرفته شده‌است.